# 셔위니건
셔위니건(영어: Shawinigan은 캐나다 퀘벡주 모리시 지역의 생모리스강에 위치한 도시이다. 2021년 캐나다 인구 조사 기준, 총인구는 49,620명이다. 1993년부터 2003년까지 캐나다 총리직을 지낸 장 크레티앵의 고향이 이 도시이다.

## 개요
19세기에서 20세기 초반까지 셔위니건은 수십 년 동안 지역 펄프 및 제지, 화학, 섬유 산업을 통해 성장했다. 캐나다 연방통계청이 실시한 2021년 인구 조사에 따르면, 샤위니건의 인구는 27,444채의 총 개인 주택 중 25,060채에 거주하는 49,620명으로, 2016년 인구 49,349명에서 0.5% 증가하였다. 면적은 729.98km²이며, 2021년 인구 밀도는 68.0/km²이었다.

## 갤러리

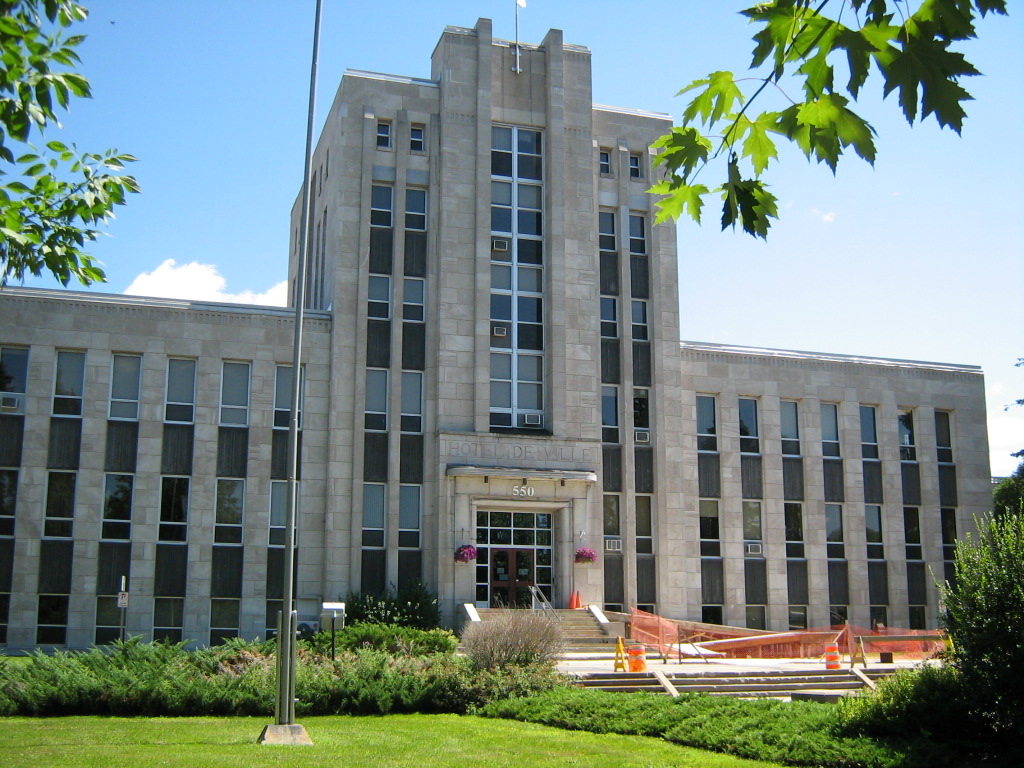
시청